# Martwa natura z czaszką (grafika Ignacego Łopieńskiego)
Martwa natura z czaszką – grafika (odbitka graficzna) wykonana suchą igłą na papierze żeberkowym z filigranem, przez polskiego malarza i grafika Ignacego Łopieńskiego w 1905 w Paryżu.
Grafika przedstawia martwą naturę z czaszką na otwartej księdze w otoczeniu gęsiego pióra i kałamarza. Za czaszką widać dopiero co zgasłą świecę symbolizującą śmierć. Całość nawiązuje do motywu religijno-artystycznego zwanego vanitas.
Grafika znajduje się w zbiorach Muzeum Narodowego w Warszawie.